# Torre di Montebolzone
Der Torre di Montebolzone ist ein mittelalterlicher Wach- und Wohnturm in Montebolzone, einem Ortsteil der Gemeinde Agazzano in der italienischen Emilia-Romagna. Sein Name ist von dem deutschen Wort „Bolzen“ abgeleitet, hier in der Bedeutung eines Kopfes eines Rammbocks.
Der Turm liegt auf den letzten Hügeln des Luretta-Tals auf 143 Meter Seehöhe und von ihm aus ist dank seiner erhöhten Lage das umliegende Land zu überwachen.

## Geschichte
Von dieser Festungsanlage, die anfangs Teil einer größeren Burg war und in einer Siedlung liegt, die seit altrömischer Zeit bewohnt war, kennt man das genaue Baudatum nicht, aber sie könnte aus den ersten Jahren des 10. Jahrhunderts stammen, vielleicht auf Betreiben der Kirche in Piacenza errichtet. Die erste urkundliche Erwähnung betrifft ihre Zerstörung im Jahre 1243 durch die Truppen der Stadt Pavia und deutsche Truppen in Diensten des Kaisers des Heiligen Römischen Reiches, Friedrich II. 1360 gehörte das Anwesen Giovanni Confalonieri, der als „Giovanni da Castel Nuovo“ identifiziert werden kann, der in die Kämpfe zwischen Bernabò und Gian Galeazzo Visconti einerseits und Papst Gregor XI. andererseits verwickelt war und sich 1372 den päpstlichen Truppen ergab.
1412 wurde mit der Investitur von Bartolomeo und Filippo Arcelli in die Grafschaft von Castel San Giovanni und Borgonovo durch den Herzog von Mailand, Filippo Maria Visconti, auch Montebolzone, dessen Eigentum die Arcellis im April 1407 erworben hatten, in die Territorien integriert, die die Investitur umfasste. Später wurde Montebolzone dem Condottiere Niccolò Piccinino verlehnt, bevor es an die Familie Arcelli in Person von Lazzaro Arcelli zurückfiel. Mit dem Einschluss in das Lehen Borgonovo sank die militärische Bedeutung des Turms, sodass nur die Wohnfunktion erhalten blieb.
Lazzaro Arcelli folgten die Grafen Sforza Visconti nach, unter deren Kontrolle der Ort bis 1679 blieb, dann fiel das Anwesen an die herzogliche Liegenschaftsverwaltung der Farneses zurück, da der Graf von Borgonovo, Alessandro III. Sforza ohne Erben verstorben war. 1682 wurden alle Güter und Rechte, die vorher in Besitz des Grafen waren, von der herzoglichen Liegenschaftsverwaltung an die Brüder Carlo und Antonio Maria Volpari abgegeben, die dafür den Betrag von 122.400 Lire bezahlten. Im Dezember 1694 erhielten die Brüder Volpari vom Herzog von Parma und Piacenza, Francesco Farnese, die Investitur in das Lehen von Montebolzone zusammen mit dem Grafentitel gegen Zahlung einer Summe von 16.700 Lire.
Später, als die militärischen und Verteidigungsbedürfnisse sich verringerten, wurde der Turm, der von der ursprünglichen Burg übriggeblieben war, an den Bedarf des Bauernhofs angepasst, der in unmittelbarer Nachbarschaft errichtet worden war.
Um die Mitte des 18. Jahrhunderts gelangte das Gebäude durch die Heirat des Grafen Petrucci von Pontremoli mit Margherita, der letzten Erbin der Familie Volpari, in dessen Hände. Von ihm fiel das Gut an die Gräfin Bianca Petrucci, die mit Emilio Malvezzi Campeggi, einem Angehörigen dieser Adelsfamilie aus Bologna, verheiratet war. Schließlich kaufte die Familie Scotti Mitte des 19. Jahrhunderts den Turm.
Im Jahre 2007 erbten die Geschwister Licia, Margherita und Danila Gardella den Turm, der durch die Beschädigung des Daches, die zum Eindringen von Wasser auf die Böden der Zwischengeschosse geführt hatte, soweit verfallen war, dass die Gefahr eines Einsturzes konkret geworden war. Von 2008 bis 2016 wurde er umgebaut, und zwar vom Architekten Marcello Spigaroli und vom Bauingenieur Gabriele Malvisi.

## Beschreibung
Der Turm mit quadratischer Grundfläche ist etwa 20 Meter hoch und hat etwa 1,1 Meter dicke Mauern an seiner Basis. Er ist alles, was von der ursprünglichen Burg übriggeblieben ist, in der er ursprünglich die Funktion eines Donjons hatte. Der untere Teil des Turms ist aus Felsgestein gebaut, während sein oberer Teil aus Mauerziegeln besteht. In diesem oberen Teil erkennt man noch die Reste der Zinnen und darüber hinaus ein Sägezahnmotiv als Dekoration. Der Aufbau aus Mauerziegeln ist vermutlich der Aufstockung des Turms im 13. Jahrhundert zuzuschreiben, nachdem die Burg 1243 zerstört worden war.
Der Raum im Erdgeschoss des Turms hat eine Tonnengewölbedecke aus Mauerziegeln, wogegen die Räume in den oberen Geschossen Holzdecken besitzen.
Anstelle der anderen Gebäude, die ursprünglich die Burg bildeten, wurde die Kirche Santa Maria Assunta (dt.: Mariä Verkündigung) erbaut. Mit dem Abriss der Burg ging die Funktion einer Adelsresidenz auf einen Palast in unmittelbarer Nähe zum Turm über, der nach dem Ende des Mittelalters errichtet wurde.